# Enjuta (biología)

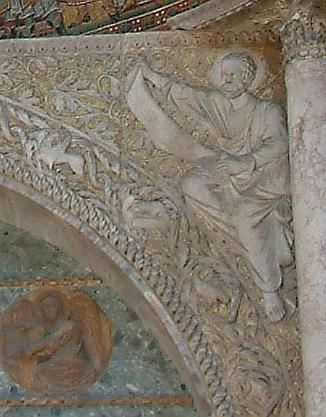
Enjuta en la Basílica de San Marcos

Enjuta es un término empleado en biología evolutiva para referirse a aquellas características de las especies que no se han formado como consecuencia de la adaptación biológica frente a una presión selectiva, sino como subproducto de la aparición de otras adaptaciones o de la deriva genética. El término lo introdujeron Stephen Jay Gould y Richard Lewontin en el año 1979, inspirados por las enjutas de la basílica de San Marcos en Venecia. Según Gould y Lewontin, se podría pensar que las enjutas pintadas de dicha basílica eran elementos ornamentales que se habían creado con ese fin, cuando en realidad son la consecuencia necesaria de apoyar una cúpula sobre una estructura de planta cuadrada con arcos.